# Алькала-дель-Хукар
Алькала-дель-Хукар (ісп. Alcalá del Júcar) — муніципалітет в Іспанії, у складі автономної спільноти Кастилія-Ла-Манча, у провінції Альбасете. Населення — 1381 особа (2010).
Муніципалітет розташований на відстані близько 240 км на південний схід від Мадрида, 44 км на північний схід від Альбасете.
На території муніципалітету розташовані такі населені пункти: (дані про населення за 2010 рік)
- Алькала-дель-Хукар: 723 особи
- Касас-дель-Серро: 200 осіб
- Лас-Ерас: 310 осіб
- Ла-Хіла: 70 осіб
- Марімінгес: 0 осіб
- Толоса: 32 особи
- Сулема: 46 осіб

## Демографія
Динаміка населення (INE ):

## Галерея зображень

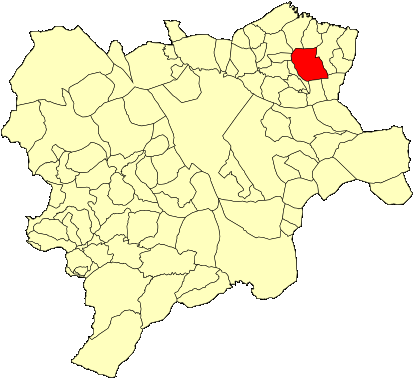
Розташування муніципалітету у провінції Альбасете
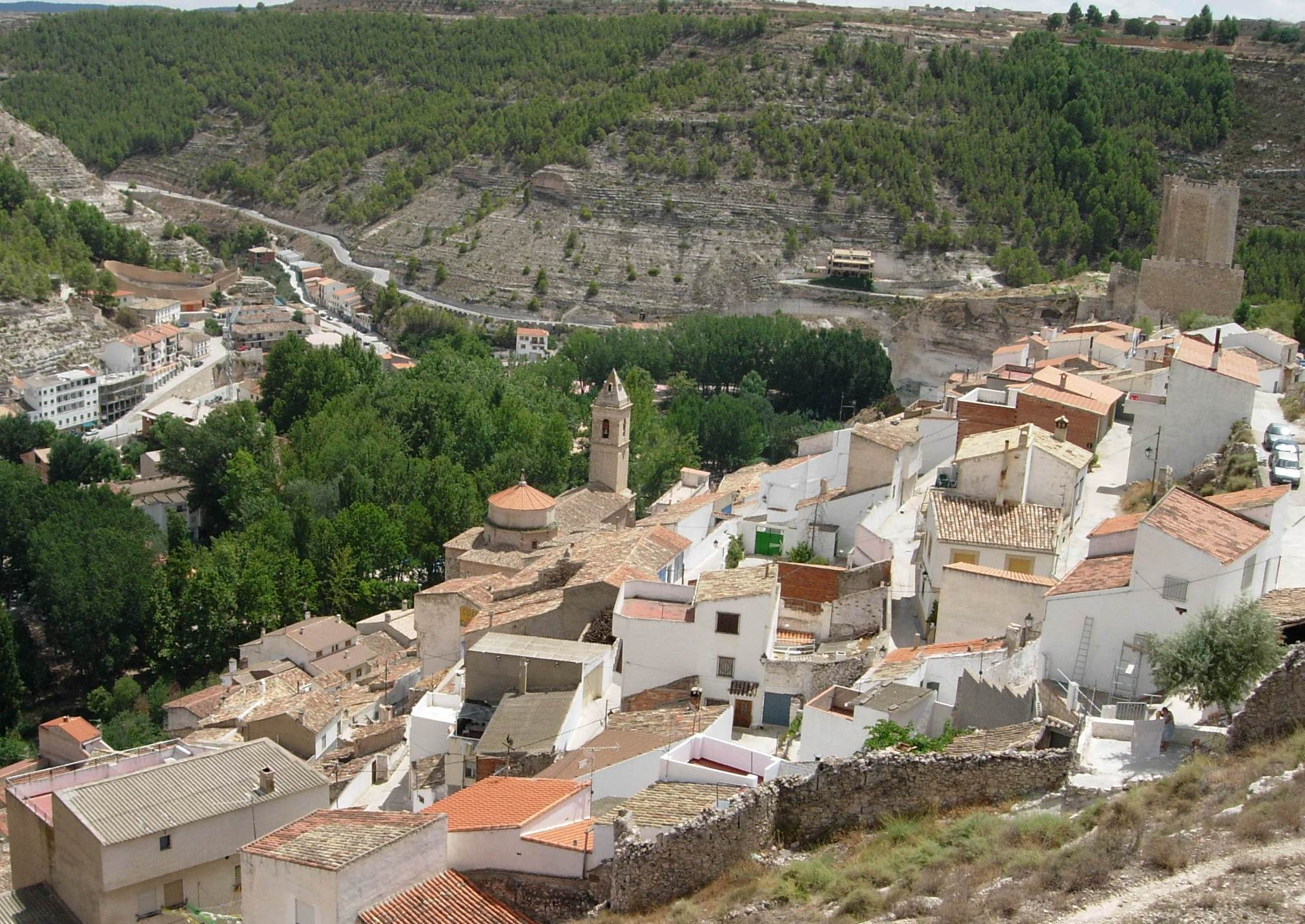
Алькала-дель-Хукар, панорама
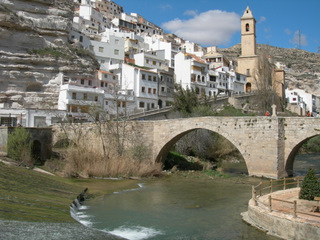
Алькала-дель-Хукар